# Skleněná elektroda

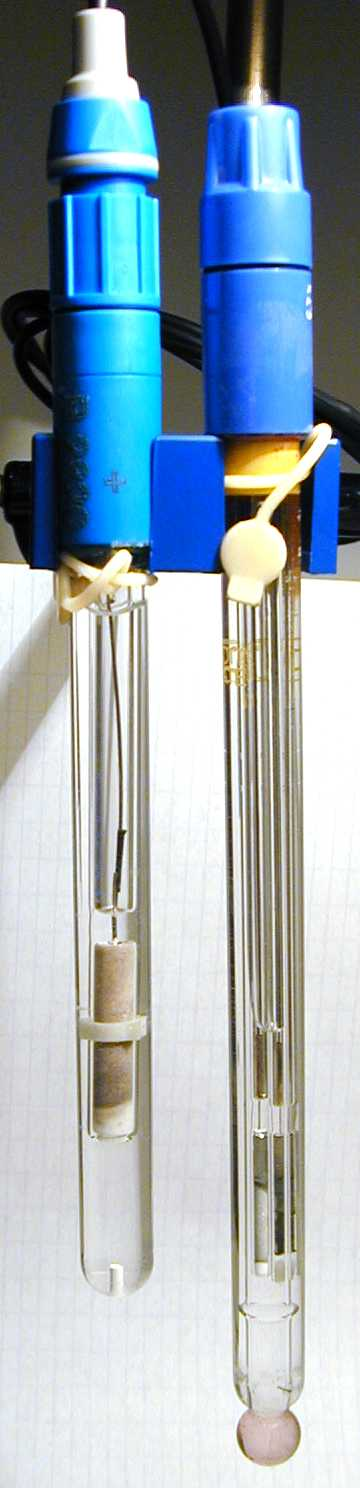
Argentchloridová referenční elektroda (vlevo) a skleněná pH elektroda (vpravo)

Skleněná elektroda je typ iontově selektivní elektrody vyrobené z dopovaných skleněných membrán citlivých na specifický iont.

## Druhy elektrod
Téměř všechny komerčně dostupné elektrody reagují na ionty s jednotkovým nábojem H+, Na+, Ag+. Nejčastějšími skleněnými elektrodami jsou pH-elektrody. Pouze několik chalkogenidových skleněných elektrod je citlivých na ionty s vyššími náboji Pb2+, Cd2+.
Existují dva hlavní sklotvorné systémy:
- křemičitá skla s matricí složené z molekulární sítě oxidu křemičitého s přídavkem oxid kovů jako Na, K, Li, Al, B, Ca, atd.
- chalkogenidová skla s matricí složenou z molekulární sítě tvořené AsS, AsSe, AsTe.

## Interferující ionty
Díky iontově výměnné povaze skleněných membrán může docházet k interakci ve výměnných centrech skla s dalšími ionty v okolí a může tak dojít ke změně lineární závislosti měřeného elektrodového potenciálu na pH či jiných elektrodových funkcích.
Interferenční efekty jsou popsány semiempirickou Nicolsky-Eisenmanovou rovnicí, která je rozšířením rovnice Nernstnovy:
{\displaystyle E=E^{0}+{\frac {RT}{z_{i}F}}\ln \left[a_{i}+\sum _{j}\left(k_{ij}a_{j}^{z_{i}/z_{j}}\right)\right]}
kde E je elektromotorické napětí, E0 standardní elektrodový potenciál, z náboj iontu, a aktivita, i daný iont, j interferující iont a kij je selektivitní koeficient.
Příklad interferenčního efektu Na+ na a pH-elektrodu:
{\displaystyle E=E^{0}+{\frac {RT}{F}}\ln \left(a_{{\text{H}}^{+}}+k_{{\text{H}}^{+},{\text{Na}}^{+}}a_{{\text{Na}}^{+}}\right)}